# Змеиная (пещера)
Змеиный грот (Змеиная пещера) (укр. Зміїна печера, крымскотат. Yılan qobası, Йылан къобасы) — пещера в Крыму, находится в обрывистом склоне Внутренней гряды Крымских гор рядом с селом Левадки. Одна из красивейших и вторая по длине (после Таврской) карстовая пещера предгорья — длина 310 метров. Площадь пещеры — 410 м², объём — 1300 м³.

## Исследования
Пещера Змеиная (Змеиный грот) известна издавна. Пещера впервые описана в 1924 году С. И. Забниным. В 1960—1980 годах она активно исследовалась известным краеведом и карстологом В. П. Душевским, преподавателями и студентами географического факультета Симферопольского госуниверситета. Начиная с 2000-х годов исследуется сотрудниками Украинского института спелеологии и карстологии (Симферополь) как образец гипогенного спелеогенеза.

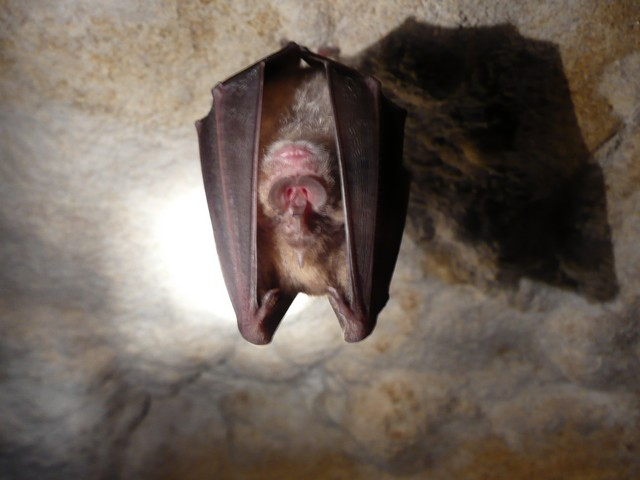
Большой подковонос.

## Геология
Относится к Предгорно-Крымской карстовой области, Симферопольскому карстовому району.
Пещера заложена в нуммулитовых палеогеновых (эоцен) известняках, слабо наклоненных к северу. Основной минеральный состав: брушит; гидроксилапатит; гипс; кальцит; кристобалит; сепиолит; фторапатит. Пещера разделена глыбовыми завалами на три этажа. Что является уникальным явлением для пещер предгорья. Третий этаж сейчас разрушен. Этажи соединяются многочисленными колодцами. Пещера сухая, в ней отсутствуют сталактиты и сталагмиты. В конце пещеры, в одном из залов нижнего этажа, сохранились кристаллы кальцита, показывающие былой уровень воды в пещере.

## Фауна
В пещере живёт популяция летучих мышей вида Большой подковонос, занесённых в Красную книгу. Их популяция сокращается.

## Святилище
В 1950—1960 годы археологическими раскопками тут занимался А. А. Щепинский. В VII—VI веках до н. э. в пещере было родовое святилище народа кизил-кобинской культуры. В средние века — языческое капище. В пещере обнаружены обломки лепной посуды, костяные проколки, кости жертвенного скота, в особых случаях происходили жертвоприношения человека.

## Охранный статус
Пещере присвоен статус памятника природы. 12 июня 1965 года принято постановление Крымского облисполкома № 583 «Об охране пещер, шахт и других карстовых полостей Крыма», по которому Змеиный грот получил статус пещеры охранного режима. 30 января 1989 года Решением Крымского облисполкома № 19/8-67 пещера Змеиная объявлена памятником природы местного значения.

## Галерея

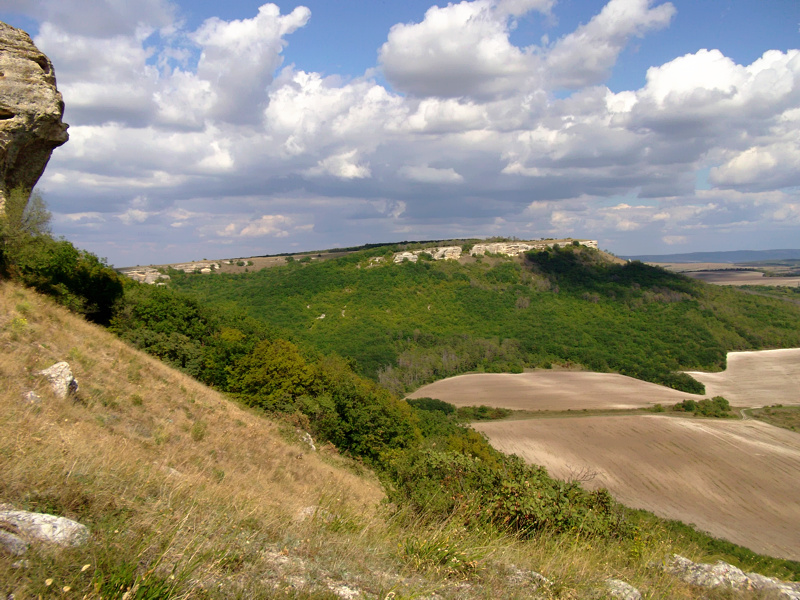
Куэсты Внутренней гряды Крымских гор в районе пещеры.
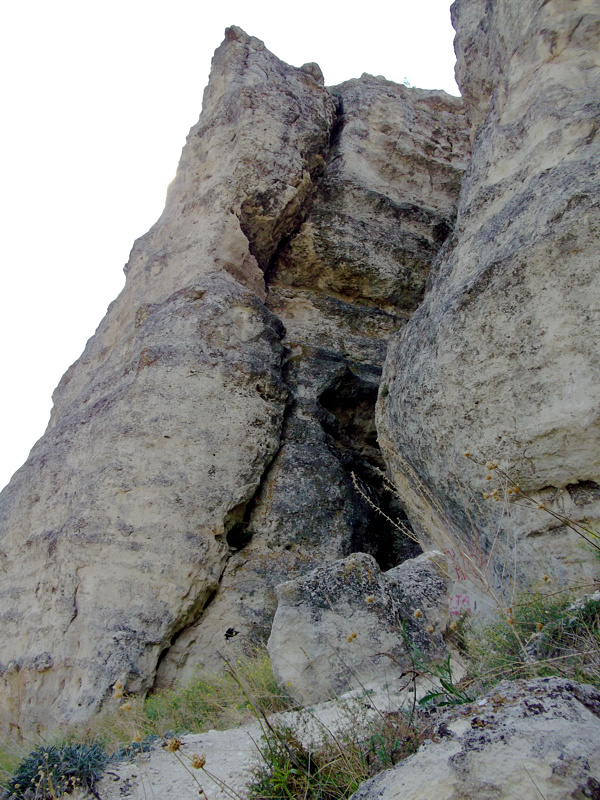
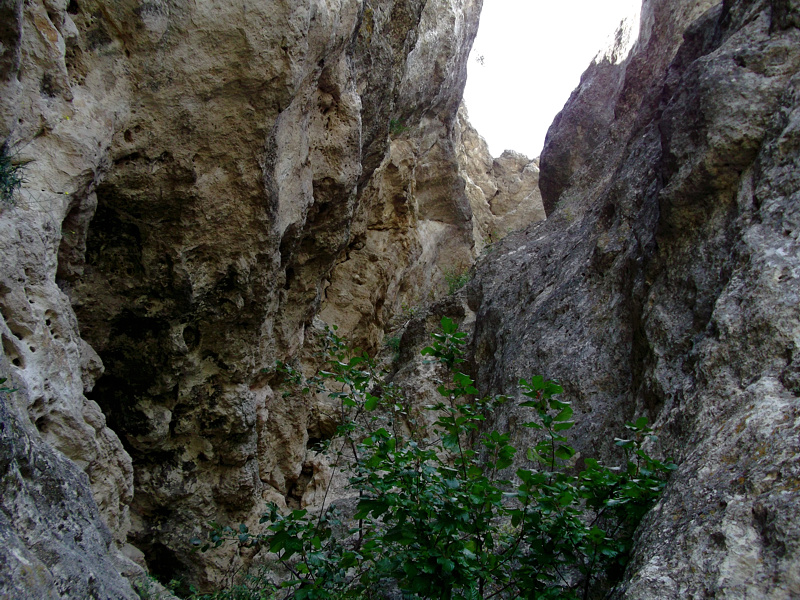
Вход
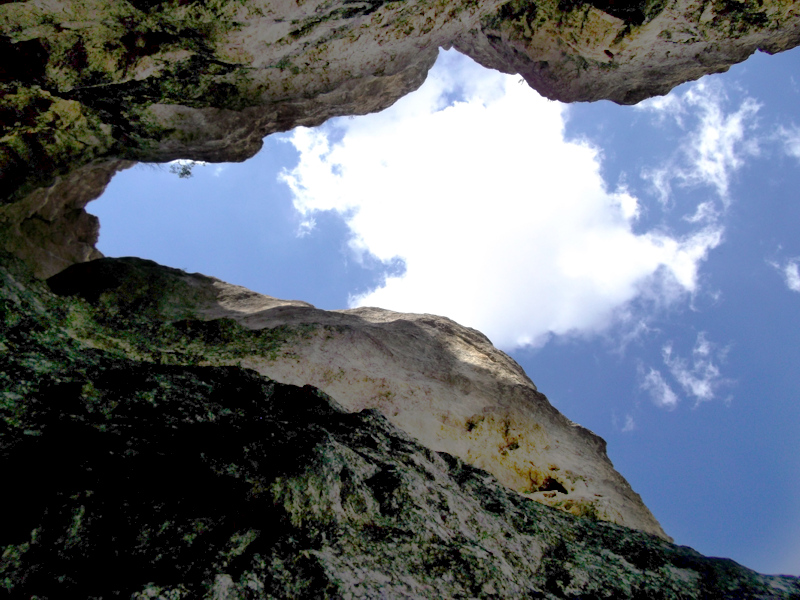